# Плавание на открытой воде на чемпионате мира по водным видам спорта 2023
Соревнования по плаванию на открытой воде на чемпионате мира 2023 прошли с 15 по 20 июля. Разыграно 5 комплектов наград.

## Правила плавания на открытой воде
Плавание на открытой воде не накладывает никаких ограничений на стиль плавания, но свободный стиль, как правило, предпочтительнее. Будет прямой финал как мужских, так и женских соревнований. Пловцы должны стартовать с указанной стартовой площадки и следовать круговым курсом протяженностью 1,666 км (или 2,5 км). Они должны пройти весь назначенный курс, не нарушая обратных буев и указателей курса. Пловцам разрешается принимать пищу во время соревнований. Пловцы заканчивают гонку пересекая финишный створ и касаясь вертикальной финишной стены.

## История плавания на открытой воде
Во время первых трех Олимпийских игр (1896, 1900, 1904) все соревновательное плавание проводилось в открытой водной среде. Открытая вода стала официальным видом спорта на Олимпийских играх 2008 года в Пекине в дисциплине 10 километров. На соревнованиях FINA 25-километровый заплыв стал официальным в 1991 году, 5 км в 1998 году и 10 км в 2001 году. В 2011 году командные соревнования были включены в программу. В 2023 году на чемпионате мира не будут проведены заплывы на 25 километров у мужчин и у женщин. 

## Расписание
Дано южнокорейское время.
| Дата         | Время | Соревнование                  |
| ------------ | ----- | ----------------------------- |
| 15 июля 2023 | 08:00 | 10 км, мужчины                |
| 16 июля 2023 | 08:00 | 10 км, женщины                |
| 18 июня 2023 | 08:00 | 5 км, женщины                 |
| 18 июля 2023 | 10:00 | 5 км, мужчины                 |
| 20 июля 2023 | 08:00 | 4×1,25 км, смешанная эстафета |

## Медалисты

#### Мужчины
| Дисциплина | Золото                     | Золото     | Серебро                      | Серебро   | Бронза                   | Бронза    |
| ---------- | -------------------------- | ---------- | ---------------------------- | --------- | ------------------------ | --------- |
| 5 км       | Флориан Велльброк Германия | 53:58.00   | Грегорио Пальтриньери Италия | 54:02.50  | Доменико Ачеренца Италия | 54:04.20  |
| 10 км      | Флориан Велльброк Германия | 1:50:40.30 | Криштоф Рашовски Венгрия     | 1:50:59.0 | Оливер Клемет Германия   | 1:51:00.8 |

#### Женщины
| Дисциплина | Золото             | Золото     | Серебро                        | Серебро    | Бронза                     | Бронза     |
| ---------- | ------------------ | ---------- | ------------------------------ | ---------- | -------------------------- | ---------- |
| 5 км       | Леони Бек Германия | 59:31.70   | Шарон ван Раувендал Нидерланды | 59:32.70   | Ана Марсела Кунья Бразилия | 59:33.90   |
| 10 км      | Леони Бек Германия | 2:02:34.00 | Челси Губецка Австралия        | 2:02:38.10 | Кэти Граймс США            | 2:02:42.30 |

#### Смешанные командные дисциплины
| Дисциплина | Золото                                                                                    | Золото    | Серебро                                                                  | Серебро   | Бронза                                                               | Бронза    |
| ---------- | ----------------------------------------------------------------------------------------- | --------- | ------------------------------------------------------------------------ | --------- | -------------------------------------------------------------------- | --------- |
| 4×1,25 км  | Италия · Барбара Поццобон · Джиневра Таддеучи · Доменико Ачеренца · Грегорио Пальтриньери | 1:10:31.2 | Венгрия · Беттина Фабиан · Анна Олаш · Криштоф Рашовски · Давид Бетлехем | 1:10:35.3 | Австралия · Челси Губецка · Моэша Джонсон · Николас Сломан · Кайл Ли | 1:11:26.7 |

## Медальный зачёт
*   Принимающая страна (Япония)
| Место          | Страна         | Золото | Серебро | Бронза | Всего |
| -------------- | -------------- | ------ | ------- | ------ | ----- |
| 1              | Германия       | 4      | 0       | 1      | 5     |
| 2              | Италия         | 1      | 1       | 1      | 3     |
| 3              | Венгрия        | 0      | 2       | 0      | 2     |
| 4              | Австралия      | 0      | 1       | 1      | 2     |
| 5              | Нидерланды     | 0      | 1       | 0      | 1     |
| 6              | Бразилия       | 0      | 0       | 1      | 1     |
| 6              | США            | 0      | 0       | 1      | 1     |
| Всего стран: 7 | Всего стран: 7 | 5      | 5       | 5      | 15    |